# Finland op de Olympische Zomerspelen 1988
Finland nam deel aan de Olympische Zomerspelen 1988 in Seoul, Zuid-Korea. De ploeg, bestaande uit 59 mannen en 19 vrouwen, eindigde op de 25ste plaats in het medailleklassement, dankzij vier medailles.

## Medailleoverzicht
| Sport     | Olympiër      | Onderdeel                | Medaille |
| --------- | ------------- | ------------------------ | -------- |
| Atletiek  | Tapio Korjus  | speerwerpen (m)          | Goud     |
| Worstelen | Harri Koskela | -90kg Grieks-Romeins (m) | Zilver   |
| Atletiek  | Seppo Räty    | speerwerpen (m)          | Brons    |
| Worstelen | Tapio Sipilä  | -68kg Grieks-Romeins (m) |          |

## Deelnemers en resultaten per onderdeel

### Atletiek
| Olympiër                | Onderdeel                | Resultaat | Prestatie                                                                       |
| ----------------------- | ------------------------ | --------- | ------------------------------------------------------------------------------- |
| Ari Suhonen             | 800m (m)                 | DNF       | serie 3: 2de in 1.48,90 kwartfinale 1: niet gefinisht                           |
| Ari Suhonen             | 1500m (m)                | 30e       | serie 1: 7de in 3.43,61                                                         |
| Mikael Ylöstalo         | 110m horden (m)          | 16e       | serie 5: 2de in 13,87 kwartfinale 3: 3de in 13,70 halve finale 2: 8ste in 14,09 |
| Reima Salonen           | 20km snelwandelen (m)    | 42e       | 1:28.25                                                                         |
| Reima Salonen           | 50km snelwandelen (m)    | 18e       | 3:51.36                                                                         |
| Jarmo Kärnä             | verspringen (m)          | 10e       | kwalificatie groep B: 3de met 7,90m finale: 10de met 7,82m                      |
| Asko Peltoniemi         | polsstokhoogspringen (m) | 9e        | kwalificatie groep B: 1ste met 5,40m finale: 9de met 5,60m                      |
| Kimmo Kinnunen          | speerwerpen (m)          | 10e       | kwalificatie groep A: 4de met 80,24m finale: 10de met 78,04m                    |
| Tapio Korjus            | speerwerpen (m)          | Goud      | kwalificatie groep B: 1ste met 81,42m finale: 1ste met 84,28m                   |
| Seppo Räty              | speerwerpen (m)          | Brons     | kwalificatie groep A: 2de met 81,62m finale: 3de met 83,26m                     |
| Harri Huhtala           | kogelslingeren (m)       | 10e       | kwalificatie groep A: 5de met 77,34m finale: 9de met 75,38m                     |
| Juha Tiainen            | kogelslingeren (m)       | 16e       | kwalificatie groep A: 8ste met 73,24m                                           |
| Petri Keskitalo         | tienkamp (m)             | 11e       | 8143 punten                                                                     |
|                         |                          |           |                                                                                 |
| Sinikka Keskitalo       | marathon (v)             | 42e       | 2:43.00                                                                         |
| Tuija Toivonen-Jousimaa | marathon (v)             | 41e       | 2:43.00                                                                         |
| Päivi Alafrantti        | speerwerpen (v)          | 10e       | kwalificatie groep B: 6de met 62,82m finale: 10de met 58,20m                    |
| Tuula Laaksalo          | speerwerpen (v)          | 13e       | kwalificatie groep A: 6de met 60,64m                                            |
| Tiina Lillak            | speerwerpen (v)          | 15e       | kwalificatie groep B: 8ste met 60,06m                                           |
| Ragne Kytölä            | zevenkamp (v)            | 21e       | 5686 punten                                                                     |
| Satu Ruotsalainen       | zevenkamp (v)            | 15e       | 6101 punten                                                                     |

### Boksen
| Olympiër        | Onderdeel | Resultaat | Prestatie |
| --------------- | --------- | --------- | --- |
| Jarmo Eskelinen | -57kg (m) | 17e       | 1ste ronde: W van GUI Fall: 5-0 2de ronde: V van BAH Seymour: walk-over                                                                |
| Joni Nyman      | -67kg (m) | 5e        | 1ste ronde: W van CAN Sobral: 4-1 2de ronde: W van SWE Antman: 5-0 3de ronde: W van ZAM Chisala: 5-0 kwartfinale: V van USA Gould: 0-5 |
| Esa Hukkanen    | -75kg (m) | 9e        | 1ste ronde: vrij 2de ronde: W van HON Martinez: 5-0 3de ronde: V van HUN Fuzesy: 0-5                                                   |

### Boogschieten
| Olympiër                                                  | Onderdeel       | Resultaat | Prestatie |
| --------------------------------------------------------- | --------------- | --------- | --- |
| Ismo Falck                                                | individueel (m) | 27e       | plaatsingsronde: 27ste met 1246 punten |
| Tomi Poikolainen                                          | individueel (m) | 11e       | plaatsingsronde: 9de met 1278 punten 2de ronde: 9de met 315 punten kwartfinale: 7de met 323 punten halve finale: 11de met 321 punten                              |
| Pentti Vikström                                           | individueel (m) | 7e        | plaatsingsronde: 13de met 1273 punten 2de ronde: 15de met 312 punten kwartfinale: 10de met 320 punten halve finale: 7de met 324 punten finale: 7de met 323 punten |
| Ismo Falck Tomi Poikolainen Pentti Vikström               | team (m)        | 4e        | plaatsingsronde: 4de met 3797 punten halve finale: 7de met 960 punten finale: 4de met 956 punten                                                                  |
|                                                           |                 |           | |
| Minna Heinonen                                            | individueel (v) | 56e       | plaatsingsronde: 56ste met 1163 punten |
| Päivi Meriluoto-Aaltonen                                  | individueel (v) | 20e       | plaatsingsronde: 9de met 1266 punten 2de ronde: 20ste met 299 punten                                                                                              |
| Jutta Poikolainen                                         | individueel (v) | 55e       | plaatsingsronde: 55ste met 1164 punten |
| Minna Heinonen Päivi Meriluoto-Aaltonen Jutta Poikolainen | team (v)        | 13e       | plaatsingsronde: 13de met 3593 punten |

### Gewichtheffen
| Olympiër       | Onderdeel   | Resultaat | Prestatie                                                        |
| -------------- | ----------- | --------- | ---------------------------------------------------------------- |
| Arvo Ojalehto  | -56kg (m)   | 12e       | trekken: 13de met 105kg stoten: 8ste met 137,5kg totaal: 242,5kg |
| Jouni Grönman  | -67,5kg (m) | DNF       | trekken: geen geldige poging                                     |
| Reijo Kiiskilä | -67,5kg (m) | 11e       | trekken: 8ste met 135kg stoten: 9de met 162,5kg totaal: 297,5kg  |
| Jaarli Pirkkiö | -75kg (m)   | 12e       | trekken: 16de met 137,5kg stoten: 6de met 180kg totaal: 317,5kg  |

### Judo
| Olympiër            | Onderdeel | Resultaat | Prestatie |
| ------------------- | --------- | --------- | --------- |
| Jukka-Pekka Metsola | -78kg (m) | 12e       |           |
| Juha Salonen        | +95kg (m) | 7e        |           |

### Kanovaren
| Olympiër                           | Onderdeel     | Resultaat | Prestatie                                                                           |
| ---------------------------------- | ------------- | --------- | ----------------------------------------------------------------------------------- |
| Timo Grönlund                      | C-1 500m (m)  | 13e       | serie 3: 5de in 2.01,60 herkansingen: 2de in 2.01,48 halve finale 3: 5de in 2.04,82 |
| Timo Grönlund                      | C-1 1000m (m) | 13e       | serie 1: 7de in 4.24,69 herkansingen: 4de in 4.26,80                                |
| Mikko Kolehmainen Olli Kolehmainen | K-2 500m (m)  | 14e       | serie 1: 3de in 1.35,50 halve finale 3: 5de in 1.37,76                              |
| Mikko Kolehmainen Olli Kolehmainen | K-2 1000m (m) | 12e       | serie 1: 3de in 3.27,52 halve finale 3: 4de in 3.30,98                              |

### Paardensport
| Olympiër                                                  | Onderdeel   | Resultaat | Prestatie                                                     |
| Dressuur                                                  | Dressuur    | Dressuur  | Dressuur                                                      |
| --------------------------------------------------------- | ----------- | --------- | ------------------------------------------------------------- |
| Jenny Eriksson                                            | individueel | 39e       | kwalificatie: 39ste met 1225 punten                           |
| Kyra Kyrklund                                             | individueel | 5e        | kwalificatie: 5de met 1416 punten finale: 5de met 1393 punten |
| Maarit Raiskio                                            | individueel | 48e       | kwalificatie: 48ste met 1161 punten                           |
| Tutu Sohlberg                                             | individueel | 35e       | kwalificatie: 35ste met 1242 punten                           |
| Jenny Eriksson Kyra Kyrklund Maarit Raiskio Tutu Sohlberg | team        | 6e        | 3883 punten                                                   |

### Roeien
| Olympiër                      | Onderdeel       | Resultaat | Prestatie |
| ----------------------------- | --------------- | --------- | --- |
| Pertti Karppinen              | skiff (m)       | 7e        | serie 4: 2de in 7.24,72 herkansingen: 1ste in 7.14,91 halve finale 2: 6de in 7.32,78 finale B: 1ste in 7.34,47 |
| Reima Karppinen Jorma Lehtelä | dubbel-twee (m) | 12e       | serie 3: 4de in 6.28,22 herkansingen: 2de in 6.42,99 halve finale 1: 6de in 6.43,31                            |
| Aarne Lindroos Kari Lindroos  | twee-zonder (m) | 11e       | serie 2: 5de in 7.00,29 herkansingen: 2de in 7.03,72 halve finale 1: 6de in 7.15,36                            |

### Schermen
| Olympiër    | Onderdeel | Resultaat | Prestatie |
| ----------- | --------- | --------- | --------- |
| Lars Winter | degen (m) | 58e       |           |

### Schietsport
| Olympiër         | Onderdeel                  | Resultaat | Prestatie                                                                   |
| ---------------- | -------------------------- | --------- | --------------------------------------------------------------------------- |
| Juha Hirvi       | 10m luchtgeweer (m)        | 17e       | kwalificatie: 17de met 587 punten (97-99-99-98-96-98)                       |
| Tapio Säynevirta | 10m luchtgeweer (m)        | 25e       | kwalificatie: 25ste met 585 punten (99-96-98-98-97-97)                      |
| Juha Hirvi       | 50m geweer 3 houdingen (m) | 17e       | kwalificatie: 17de met 1167 punten (397-384-386)                            |
| Kurt Thune       | 50m geweer 3 houdingen (m) | 34e       | kwalificatie: 34ste met 1159 punten (395-378-386)                           |
| Juha Hirvi       | 50m geweer liggend (m)     | 24e       | kwalificatie: 24ste met 594 punten (100-99-100-99-98-98)                    |
| Kurt Thune       | 50m geweer liggend (m)     | 24e       | kwalificatie: 24ste met 594 punten (100-98-98-100-100-98)                   |
| Sakari Paasonen  | 50m pistool (m)            | 19e       | kwalificatie: 19de met 555 punten (95-91-95-96-88-90)                       |
| Jouni Vainio     | 25m snelvuurpistool (m)    | 31e       | kwalificatie: 31ste met 578 punten (280-298)                                |
| Sakari Paasonen  | 10m luchtpistool (m)       | 18e       | kwalificatie: 18de met 577 punten (97-94-95-99-95-97)                       |
| Jouni Vainio     | 10m luchtpistool (m)       | 39e       | kwalificatie: 39ste met 566 punten (92-95-97-93-95-94)                      |
|                  |                            |           |                                                                             |
| Pirjo Peltola    | 10m luchtgeweer (v)        | 5e        | kwalificatie: 7de met 393 punten (97-99-98-99) finale: 5de met 493,6 punten |
| Sirpa Ylönen     | 10m luchtgeweer (v)        | 41e       | kwalificatie: 41ste met 377 punten (90-95-96-96)                            |
| Pirjo Peltola    | 50m geweer 3 houdingen (v) | 10e       | kwalificatie: 10de met 580 punten (196-188-196)                             |
| Sirpa Ylönen     | 50m geweer 3 houdingen (v) | 27e       | kwalificatie: 27ste met 572 punten (197-186-189)                            |
|                  |                            |           |                                                                             |
| Timo Nieminen    | trap                       | 43e       | kwalificatie: 43ste met 135 punten                                          |
| Matti Nummela    | trap                       | 41e       | kwalificatie: 8ste met 194 punten                                           |

### Schoonspringen
| Olympiër        | Onderdeel    | Resultaat | Prestatie                          |
| --------------- | ------------ | --------- | ---------------------------------- |
| Juha Ovaskainen | 3m plank (m) | 22e       | voorronde: 22ste met 500,76 punten |

### Wielersport
| Olympiër           | Onderdeel                     | Resultaat | Prestatie                                                            |
| Baan               | Baan                          | Baan      | Baan                                                                 |
| ------------------ | ----------------------------- | --------- | -------------------------------------------------------------------- |
| Mika Hämäläinen    | tijdrit (m)                   | 17e       | 1.07,384                                                             |
| Jyrki Tujunen      | individuele achtervolging (m) | 9e        | kwalificatie: 11de in 4.47,05 1ste ronde: V van DEN Clausen: 4.46,65 |
| Weg                |                               |           |                                                                      |
| Jari Lähde         | wegwedstrijd (m)              | 37e       | 4:32.56                                                              |
|                    |                               |           |                                                                      |
| Tea Vikstedt-Nyman | wegwedstrijd (v)              | 43e       | 2:00.52                                                              |

### Worstelen
| Olympiër       | Onderdeel   | Resultaat   | Prestatie |
| Vrije stijl    | Vrije stijl | Vrije stijl | Vrije stijl |
| -------------- | ----------- | ----------- | --- |
| Mika Lehto     | -62kg (m)   | 11e         | groep A: 6de W van PAN Oporta: 3-1 V van POL Skubacz: 1-3 W van AFG Dad: 3-0 V van USA Smith: 1-3                                                                                          |
| Jukka Rauhala  | -68kg (m)   | 6e          | groep B: 3de W van ESP Caride: 3-0 W van IRI Khadem: 3-1 V van URS Fadzayev: 1-3 W van SYR Wattar: 3,5-0 V van JPN Akaishi: 0-3 5-6de plek: V van CAN McKay: 1-3                           |
| Pekka Rauhala  | -74kg (m)   | 5e          | groep A: 3de W van YAR Al-Ghrbi: 4-0 W van SAM Iutaga: 4-0 W van GAM Damballev: 4-0 V van MGL Enkhbayar: 0-3 W van KOR Yoon: 3-0 V van USA Monday: 0-3 5-6de plek: W van IRI Vagozari: 4-0 |
| Jouni Ilomäki  | -82kg (m)   | 11e         | groep B: 6de V van URS Tambovtsev: 0-3 W van IRQ Abdul-Sattar: 3-0 W van SYR Zayar: 3-0 V van TUR Gencalp: 1-3                                                                             |
| Grieks-Romeins |             |             | |
| Esa Murtoaro   | -52kg (m)   | 9e          | groep A: 5de W van IRI Kakahaji V van URS Ignatenko V van JPN Miyahara |
| Keijo Pehkonen | -57kg (m)   | 11e         | groep A: 6de V van SWE Ljungbeck: 0-3 W van YUG Galovic: 3-1 V van BUL Balov: 1-3 |
| Jukka Loikas   | -62kg (m)   | 13e         | groep B: 7de V van JPN Nishiguchi: 1-3 V van BUL Vangelov: 0-3 |
| Tapio Sipilä   | -68kg (m)   | Brons       | groep A: 2de W van YUG Sabo: 3,5-0 W van ESA Manzur: 4-0 W van MAR Souaken: 3-0 W van NOR Brekke: 3-0 W van JPN Okubo V van KOR Kim: 1-3 bronzen finale: W van ROU Carare: 3-1             |
| Jouko Salomäki | -74kg (m)   | 13e         | groep B: 7de V van SWE Tallroth: 1-3 V van FRA Mischler: 1-3 |
| Timo Niemi     | -82kg (m)   | 11e         | groep B: 6de V van YUG Kasum: 0-3 W van GDR Bullmann: 3-1 W van JPN Mukai: 3-1 V van KOR Kim: 1-3                                                                                          |
| Harri Koskela  | -90kg (m)   | Zilver      | groep B: 1ste W van YUG Ban: 3-0 W van HUN Major: 3-1 W van URS Popov: 3-1 W van CMR Youmbi: 4-0 W van FRG Steinbach: 3-1 finale: V van BUL Komchev: 0-3                                   |
| Juha Ahokas    | -100kg (m)  | 15e         | groep A: 8ste V van CAN Marshall: 0-3 V van USA Koslowski: 0-4 |

### Zeilen
| Olympiër                            | Onderdeel | Resultaat | Prestatie                            |
| ----------------------------------- | --------- | --------- | ------------------------------------ |
| Lauri Rechardt                      | finn (m)  | 9e        | 88,8 punten: (8-1-DNF-7-14-21-YMP)   |
| Johan von Koskull Peter von Koskull | 470 (m)   | 16e       | 129,4 punten: (DNF-6-6-8-PMS-14-PMS) |
|                                     |           |           |                                      |
| Annika Lemström Bettina Lemström    | 470 (v)   | 4e        | 47,0 punten: (5-4-2-4-4-5-DNF)       |

### Zwemmen
| Olympiër       | Onderdeel           | Resultaat | Prestatie                                        |
| -------------- | ------------------- | --------- | ------------------------------------------------ |
| Petri Suominen | 100m schoolslag (m) | 14e       | serie 8: 6de in 1.03,58 finale B: 6de in 1.04,04 |
| Petri Suominen | 200m schoolslag (m) | 29e       | serie 4: 6de in 2.22,01                          |

Afghanistan · Algerije · Amerikaanse Maagdeneilanden · Amerikaans-Samoa · Andorra · Angola · Antigua en Barbuda · Argentinië · Aruba · Australië · Bahama’s · Bahrein · Bangladesh · Barbados · België · Belize · Benin · Bermuda · Bhutan · Birma · Bolivia · Bondsrepubliek Duitsland · Botswana · Brazilië · Britse Maagdeneilanden · Brunei · Bulgarije · Burkina Faso · Canada · Centraal-Afrikaanse Republiek · Chili · China · Chinees Taipei · Colombia · Congo-Brazzaville · Cookeilanden · Costa Rica · Cyprus · Denemarken · Djibouti · Dominicaanse Republiek · Duitse Democratische Republiek · Ecuador · Egypte · El Salvador · Equatoriaal-Guinea · Fiji · Filipijnen · Finland · Frankrijk · Gabon · Gambia · Ghana · Grenada · Griekenland · Groot-Brittannië · Guam · Guatemala · Guinee · Guyana · Haïti · Honduras · Hongarije · Hongkong · Ierland · IJsland · India · Indonesië · Irak · Iran · Israël · Italië · Ivoorkust · Jamaica · Japan · Joegoslavië · Jordanië · Kaaimaneilanden · Kameroen · Kenia · Koeweit · Laos · Lesotho · Libanon · Liberia · Libië · Liechtenstein · Luxemburg · Malawi · Malediven · Maleisië · Mali · Malta · Marokko · Mauritanië · Mauritius · Mexico · Monaco · Mongolië · Mozambique · Nederland · Nederlandse Antillen · Nepal · Nieuw-Zeeland · Niger · Nigeria · Noord-Jemen · Noorwegen · Oeganda · Oman · Oostenrijk · Pakistan · Panama · Papoea-Nieuw-Guinea · Paraguay · Peru · Polen · Portugal · Puerto Rico · Qatar · Roemenië · Rwanda · Saint Vincent en de Grenadines · Salomonseilanden · Samoa · San Marino · Saoedi-Arabië · Senegal · Sierra Leone · Singapore · Soedan · Somalië · Sovjet-Unie · Spanje · Sri Lanka · Suriname · Swaziland · Syrië · Tanzania · Thailand · Togo · Tonga · Trinidad en Tobago · Tsjaad · Tsjecho-Slowakije · Tunesië · Turkije · Uruguay · Vanuatu · Venezuela · Verenigde Arabische Emiraten · Verenigde Staten · Vietnam · Zaïre · Zambia · Zimbabwe · Zuid-Jemen · Zuid-Korea · Zweden · Zwitserland